# 林啓東
林啓東 (1850年 - 1891年），字乙垣，号藜閣，又号羅峰，福建省臺灣府嘉義縣東門橫仔街人，清朝政治人物、進士出身。
光緒十二年（1886年），参加光緒丙戌科殿試，登進士二甲101名。同年五月，著主事分部学习，後掌教臺南崇文、嘉義羅山兩書院。